# Dżellaba

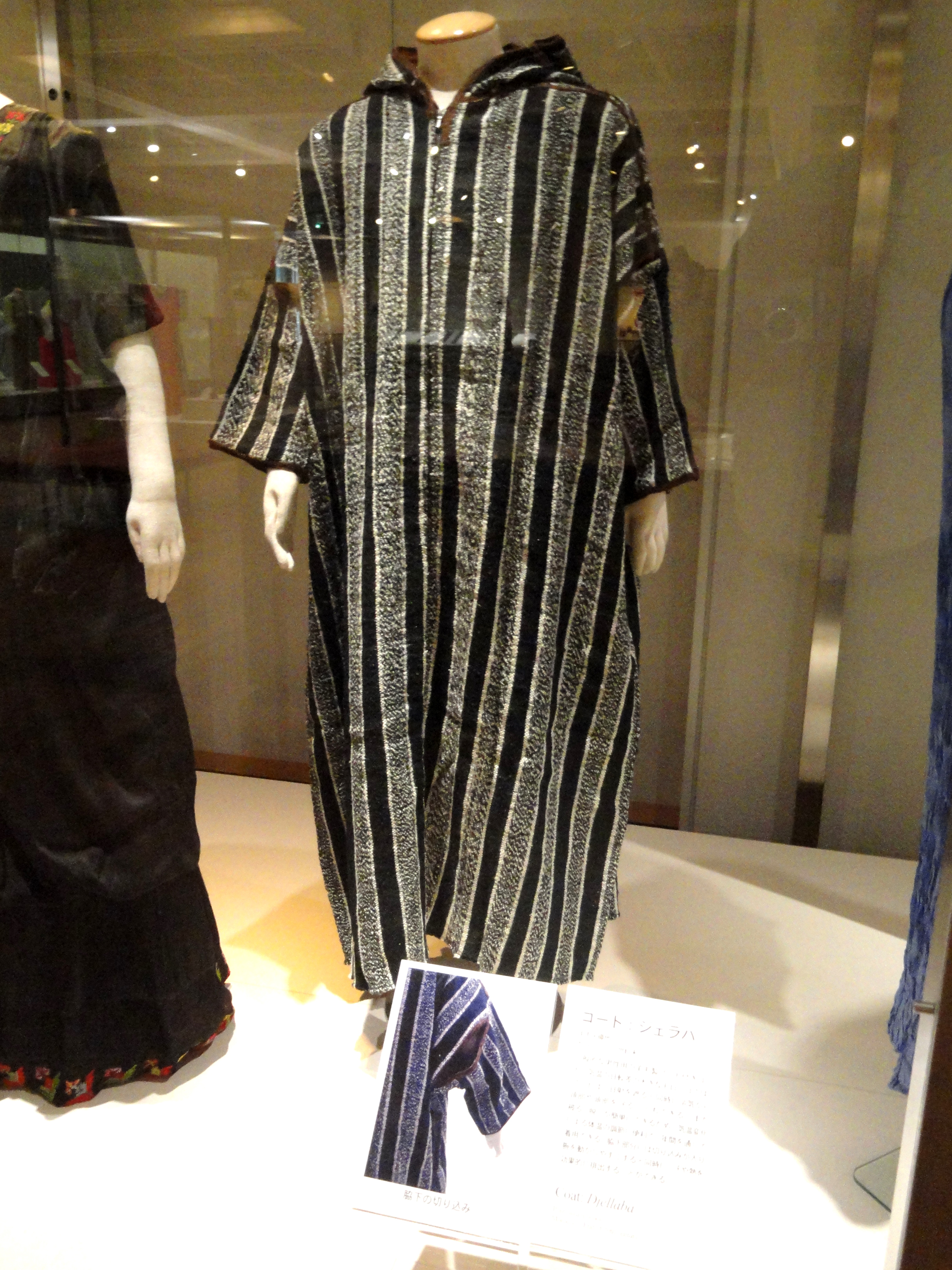
Dżellaba marokańska, koniec XX wieku

Dżellaba, dżelaba, dżelab (arab. djellabah) – duże okrycie wełniane w podłużne pasy z rękawami i kapturem.